# Hobbit: En oväntad resa
Hobbit: En oväntad resa (engelska The Hobbit: An Unexpected Journey) är en fantasyfilm från 2012, samskriven och regisserad av Peter Jackson. Filmen är den första av tre delar i filmatiseringen löst baserad på boken Bilbo – En hobbits äventyr (1937), av J.R.R. Tolkien, följd av Smaugs ödemark (2013) och Femhäraslaget (2014). Den är skriven av Jackson, hans samarbetspartners Fran Walsh och Philippa Boyens, samt Guillermo del Toro, som ursprungligen valdes för att regissera filmen.
Filmen utspelar sig sextio år innan Sagan om ringen och handlar om hobbiten Bilbo Bagger (Martin Freeman), som anlitas av trollkarlen Gandalf (Ian McKellen) att följa med ett sällskap av 13 dvärgar, ledda av dvärgen Torin Ekenskölde (Richard Armitage) på ett äventyr genom Midgård för att återta Ensamma berget från draken Smaug. Filmen hade sin premiär i Nya Zeeland den 28 november 2012 och släpptes den 12 december 2012 i Sverige.
Hobbits budget, som sträcker sig över tre filmer, gör trilogin till den dyraste filmserien som någonsin skapats. 270 miljoner dollar läggs på första delen, och ytterligare 270 miljoner dollar spenderades på de två kommande uppföljarna, vilket totalt sett ger den en budget på 530 miljoner dollar. Den andra delen, betitlad Hobbit: Smaugs ödemark släpptes på bio i december 2013.

## Handling
Ytterligare information: Hobbit (filmserie)
Filmen börjar med att den hundraelvaårige hobbiten Bilbo Baggins skriver ner sin resa som han upplevde för 60 år sedan i en bok för sin systerson Frodo Baggins. Långt innan Bilbo ens var med så var dvärgkungen Thrór en av de mäktigaste dvärgarna i hela Midgård. Hans familj tillsammans med Thorin Ekensköld bodde i det Ensliga berget bredvid staden Dal där flera människor bodde. Men den fridfulla idyllen förstördes när den enorma eldsprutande draken Smaug kom dit och brände ihjäl de flesta i Dal och Ensliga berget och lade beslag på rikedomarna som fanns i det och krossade staden samtidigt. Bara några få lyckades fly, bland annat Thorin samt Thrór. Thorin ser också Thranduil, alvkungen som står på en kulle och ser på vad dvärgarnas girighet har gjort mot dem. Han vänder dem ryggen, då han inte vill utsätta sitt folk för drakens vrede. Detta leder till Thorins hat mot alver framöver.
I Fylke 60 år tidigare luras Bilbo av trollkarlen Gandalf Grå att gå med i Thorins följe med dvärgar för att kunna återta berget från Smaug. Bland dvärgarna finns Bifur, Bofur, Bombur, Balin, Dwalin, Fìli, Kìli, Dori, Òin, Nori och Glòin. De vill anlita honom som inbrottstjuv. Först vill inte Bilbo acceptera det men efter en stunds tänkande följer han med dem i gryningen. Senare på kvällen blir Bilbo och sällskapet fångade av tre stora troll som tänker äta upp dem men då deras gräl och bråk tar lång tid lyckas Gandalf hinna utsätta dem för solljuset vilket gör att de förvandlas till sten. De hittar trollens gömma där det finns flera alvssmidda svärd; Gandalf ger Bilbo ett alviskt kortsvärd som kommer i framtiden kallas för Sting. Radagast den brune anländer och berättar att en mörk kraft håller på att ta Grönveden i besittning. Han berättar också att han hade ett skräckinjagande möte i fästningen Dol Guldur med Nekromanten, en varelse förbannad av en mörk kraft. Därefter blir de anfallna av ett pack med orcher men lyckas hamna i säkerhet tack vare av en hemlig gång som leder till Vattnadal där alvherren Elrond lyckas avslöja hur man tar sig in i berget då ingången är blockerad av enorma stenblock. En hemlig dörr finns på sidan av berget som kan låsas upp av nyckeln som Thrór gav Gandalf innan han dog. Men den kan bara låsas upp före de sista strålarna på Durins dag.
Gandalf sätter sig sedan ner i det vita kansliet tillsammans med alvhärskaren Galadriel, trollkarlen Saruman den vite och lord Elrond. Han tar fram en Morgulisk klinga som tappades av Nekromanten och som tillhörde Häxkungen av Angmar. Detta visar ett troligt bevis på att Sauron, mörkrets herre kanske återvänder. Saruman ber Gandalf att stoppa dvärgarnas resa men då Gandalf visste att detta skulle hända så bad han sällskapet fortsätta utan honom. Sällskapet råkar hamna bland en strid av stenjättar. De lyckas ta skydd i en grotta men det visar sig senare vara en fälla gjord av vättar som tar dem till deras kung, Storvätten. Bilbo skiljs åt från sällskapet och faller ner i ett mörkt hål som visar sig vara varelsen Gollums tillhåll. Gollum tappar en ring men märker inte det först. Bilbo lyckas ta ringen och följer efter Gollum men blir upptäckt. Gollum och Bilbo gör en lek med gåtor då de kommer överens att om Bilbo vinner så ska Gollum visa honom ut men om inte så äter han upp Bilbo. Bilbo vinner genom att fråga honom vad han har i fickan. Gollum inser att ringen är borta men fattar snart att Bilbo har den och börjar jaga honom. Sällskapet lyckas få reda på, tack vare av Storvätten, att en stor blek orch vid namn Azog som dödade Thròr och hans ättlingar vid en strid vid berget Moria, har lagt ut en belöning för Thorins huvud. Gandalf anländer och halshugger Storvätten vilket leder till en vild jakt genom berget men sedan lyckas de fly.
Bilbo lyckas fly från den rosenrasande Gollum som förtvivlat skriker ut sin ilska mot Baggins. Han kommer ut ur berget och återförenas med sällskapet. Men de hamnar i ett bakhåll av Azog och ett gäng med orcher vilket gör att de tar skydd i träden. Thorin går till strid mot orchen men blir nedslagen och övermannad av honom tillsammans med hans ulv. Bilbo lyckas rädda Thorin i sista sekund innan örnarna räddar sällskapet från orcherna och Azog. De  landar säkert på en klippa längre bort där Gandalf lyckas återhämta Thorin. Thorin ber om ursäkt till Bilbo för hans syn på honom som en misslyckad medlem i sällskapet och omfamnar honom. Samtidigt får de syn på det Ensliga berget som ligger ännu långt borta. Där knackar en trast med ett ekollon på en sten, vilket gör att ekot väcker draken ur sin sömn med ett djupt morrande.

## Rollista
Ytterligare information: Hobbit-filmseriens rollista
Innan inspelningen påbörjades den 21 mars 2011, tränades de huvudsakliga aktörerna i svärdfäktning, ridning och båtåkning under en månad. Jackson hade förhoppningar om att sådana aktiviteter skulle få skådespelarna att komma varandra nära för att få personkemin att stämma, men även för att vänja dem vid livet i Wellington. Några av filmens skådespelare samt deras rollfigurer inkluderar:
- Martin Freeman som Bilbo Bagger: En hobbit som anlitas av trollkarlen Gandalf för att följa med ett sällskap av 13 dvärgar på ett äventyr för att återta Ensamma berget från draken Smaug.[4]
- Ian McKellen som Gandalf: En trollkarl som rekryterar Bilbo och hjälper till att arrangera äventyret för att återta dvärgarnas förlorade skatt i Erebor. Gandalf gestaltades av McKellen även i Sagan om Ringen-trilogin.[5]
- Richard Armitage som Thorin Ekensköld: Ledaren för dvärgsällskapet som har gett sig ut för att återta Ensamma berget från draken Smaug.[4]
- James Nesbitt som Bofur: En i dvärgsällskapet och kusin med Bifur samt bror till Bombur. Han beskrivs som "en avväpnande uppriktig, rolig och ibland modig dvärg."[6]
- Ken Stott som Balin: En medlem i dvärgsällskapet och bror till Dwalin. Han beskrivs i boken som deras "ständiga spanare".[7]
- Cate Blanchett som Galadriel: En alv och härskare över Lothlórien tillsammans med sin make, Celeborn. Galadriel medverkar inte i boken Hobbiten. Hon gestaltades av Blanchett även i Sagan om ringen-trilogin.[8]
- Hugo Weaving som Elrond: Den alviska herren över Vattnadal. Elrond erbjuder Bilbo och hans sällskap skydd, varefter de två blir vänner. Elrond gestaltades även av Weaving i Sagan om ringen-trilogin.[9]
- Sylvester McCoy som Radagast den brune: En trollkarl i Gandalfs orden.[10]
- Ian Holm som en gammal Bilbo Bagger: Bilbo gestaltades även av Holm i Sagan om ringen-trilogin.[11]
- Christopher Lee som Saruman den vite: Ledare för Gandalfs trollkarlsorder samt det Vita rådet. Saruman gestaltades även av Lee i Sagan om ringen-trilogin.[12]
- Elijah Wood som Frodo Bagger: En hobbit och Bilbos favoritsläkting. Eftersom Frodo inte var född när Hobbiten utspelar sig, tydde införandet av Frodo på att delar av berättelsen skulle äga rum strax före eller under händelserna i Sagan om ringen.[13]
- Andy Serkis som Gollum: En förvriden, hobbit-liknande varelse som Bilbo stöter på. Serkis gestaltade Gollum med hjälp av motion capture-teknik, så som han gjorde i Sagan om ringen-trilogin.[14]
- Manu Bennett som Azog: Orchövdingen i Moria som halshögg kung Thrór slaget om Azanulbizar. Han jagar nu Torin och hans sällskap, efter att ha svurit en ed om att förgöra ätten Durin.
- Barry Humphries som Storvätten: Härskaren över de underjordiska grottorna i Dimmiga bergen.
- Lee Pace som alvkungen Thranduil: härskare över skogsalverna i Mörkmården.
- Bret McKenzie som Lindir: En alv som möter Gandalf vid Vattnadal.

Resten av dvärgsällskapet: Graham McTavish som Dwalin, Aidan Turner som Kíli, Dean O'Gorman som Fíli, Mark Hadlow som Dori, Jed Brophy som Nori, Adam Brown som Ori, John Callen som Óin, Peter Hambleton som Glóin, William Kircher som Bifur, Stephen Hunter som Bombur, Jeffrey Thomas som Thrór och Mike Mizrahi som Thráin.

## Produktion
En filmtolkning av J.R.R. Tolkiens bok Bilbo – En hobbits äventyr (1937) var under utveckling i flera år efter de kritiska och ekonomiska framgångar som Sagan om ringen-trilogin (2001–2003), samskriven, samproducerad och regisserad av Peter Jackson. Jackson skulle ursprungligen producera en två delar lång tolkning av Hobbiten, som skulle regisseras av Guillermo del Toro. Del Toro lämnade projektet i maj 2010, efter att ha arbetat med Jackson och hans produktionsteam i två år, på grund av förseningar delvis orsakade av ekonomiska problem hos Metro-Goldwyn-Mayer. I oktober samma år meddelades att Jackson skulle regissera istället.
Hobbit-filmerna producerades "back to back" (filmerna spelades in under samma produktion), likt Sagan om ringen-filmerna. Inspelningen för Hobbit började den 21 mars 2011 i Nya Zeeland och avslutades den 6 juli 2012, efter att ha filmat i 266 dagar. Tilläggsscener för En oväntad resa filmades även i juli 2012. Filmen planerades att vara helt klar den 26 november, endast två dagar före dess premiär i Wellington.

### Musik
Filmmusiken till En oväntad resa komponerades av Howard Shore finns som både en standardutgåva och en specialutgåva, där båda kommer att innehålla 2 diskar. Shore, som spelade in filmmusiken vid Abbey Road Studios i London, återanvände några av de musikaliska motiv från musiken han skapade för Sagan om ringen-soundtracken. 

#### Standardutgåva
| 1.  | My Dear Frodo                                                     | 8:04 |
| 2.  | Old Friends                                                       | 4:29 |
| 3.  | An Unexpected Party                                               | 3:52 |
| 4.  | Axe or Sword?                                                     | 5:57 |
| 5.  | Misty Mountains (framförd av Richard Armitage och The Dwarf Cast) | 1:42 |
| 6.  | The Adventure Begins                                              | 2:04 |
| 7.  | The World is Ahead                                                | 2:19 |
| 8.  | An Ancient Enemy                                                  | 4:58 |
| 9.  | Radagast the Brown                                                | 4:54 |
| 10. | Roast Mutton                                                      | 4:02 |
| 11. | A Troll-hoard                                                     | 2:38 |
| 12. | The Hill of Sorcery                                               | 3:50 |
| 13. | Warg-scouts                                                       | 3:02 |

| 1.  | The Hidden Valley                                   | 3:50 |
| 2.  | Moon Runes                                          | 3:20 |
| 3.  | The Defiler                                         | 1:13 |
| 4.  | The White Council                                   | 7:19 |
| 5.  | Over Hill                                           | 3:43 |
| 6.  | A Thunder Battle                                    | 3:55 |
| 7.  | Under Hill                                          | 1:55 |
| 8.  | Riddles in the Dark                                 | 5:21 |
| 9.  | Brass Buttons                                       | 7:37 |
| 10. | Out of the Frying-Pan                               | 5:54 |
| 11. | A Good Omen                                         | 5:64 |
| 12. | Song of the Lonely Mountain (framförd av Neil Finn) | 4:09 |
| 13. | Dreaming of Bag End                                 | 1:49 |

#### Specialutgåva
Specialutgåvan med två skivor innehåller sex bonusspår och sex förlängda spår.
| 1.  | My Dear Frodo                                                      | 8:03 |
| 2.  | Old Friends (Förlängd version)                                     | 5:00 |
| 3.  | An Unexpected Party                                                | 4:08 |
| 4.  | Blunt the Knives (framförd av The Dwarf Cast, exklusivt bonusspår) | 1:01 |
| 5.  | Axe or Sword?                                                      | 5:59 |
| 6.  | Misty Mountains (framförd av Richard Armitag och The Dwarf Cast)   | 1:42 |
| 7.  | The Adventure Begins                                               | 2:04 |
| 8.  | The World is Ahead                                                 | 2:19 |
| 9.  | An Ancient Enemy                                                   | 4:56 |
| 10. | Radagast the Brown (Förlängd version)                              | 6:37 |
| 11. | The Trollshaws (Exklusivt bonusspår)                               | 2:08 |
| 12. | Roast Mutton (Förlängd version)                                    | 4:56 |
| 13. | A Troll-hoard                                                      | 3:38 |
| 14. | The Hill of Sorcery                                                | 3:50 |
| 15. | Warg-scouts                                                        | 3:02 |

| 1.  | The Hidden Valley                                                     | 2:49 |
| 2.  | Moon Runes (Förlängd version)                                         | 3:39 |
| 3.  | The Defiler                                                           | 1:14 |
| 4.  | The White Council (Förlängd version)                                  | 9:40 |
| 5.  | Over Hill                                                             | 3:42 |
| 6.  | A Thunder Battle                                                      | 3:54 |
| 7.  | Under Hill                                                            | 1:54 |
| 8.  | Riddles in the Dark                                                   | 5:21 |
| 9.  | Brass Buttons                                                         | 7:37 |
| 10. | Out of the Frying-Pan                                                 | 5:55 |
| 11. | A Good Omen                                                           | 5:45 |
| 12. | Song of the Lonely Mountain (framförd av Neil Finn, Förlängd version) | 6:00 |
| 13. | Dreaming of Bag End                                                   | 1:56 |
| 14. | A Very Respectable Hobbit (Exklusivt bonusspår)                       | 1:20 |
| 15. | Erebor (Exklusivt bonusspår)                                          | 1:19 |
| 16. | The Dwarf Lords (Exklusivt bonusspår)                                 | 2:01 |
| 17. | The Edge of the Wild (Exklusivt bonusspår)                            | 3:34 |

## Distribution

### Marknadsföring
Den första trailern för En oväntad resa visades för första gången innan den Jackson-producerade Tintins äventyr: Enhörningens hemlighet i USA den 21 december 2011, och släpptes på Internet under samma dag. Geoff Boucher från Los Angeles Times sade, "Även om det var alltför flyktig fanns tillräckligt i den för att röra om i fansens hjärtan". Jen Chaney från Washington Post angav "Visuellt och sett till tonen, ser den här förhandstitten på En oväntad resa ut att passa perfekt med Frodo Bagger-sagorna som släpptes 2001, 2002 och 2003. [...] Men handlingen är inte det viktigaste i trailern. Det här klippet handlar enbart om att åter bekanta oss med Midgård."
Jackson, Freeman, McKellen, Armitage, Serkis, Wood och en av manusförfattarna, Philippa Boyens, medverkade på 2012 års San Diego Comic-Con International där de promotade och även visade upp 12 minuter av filmen.

### Utgivning

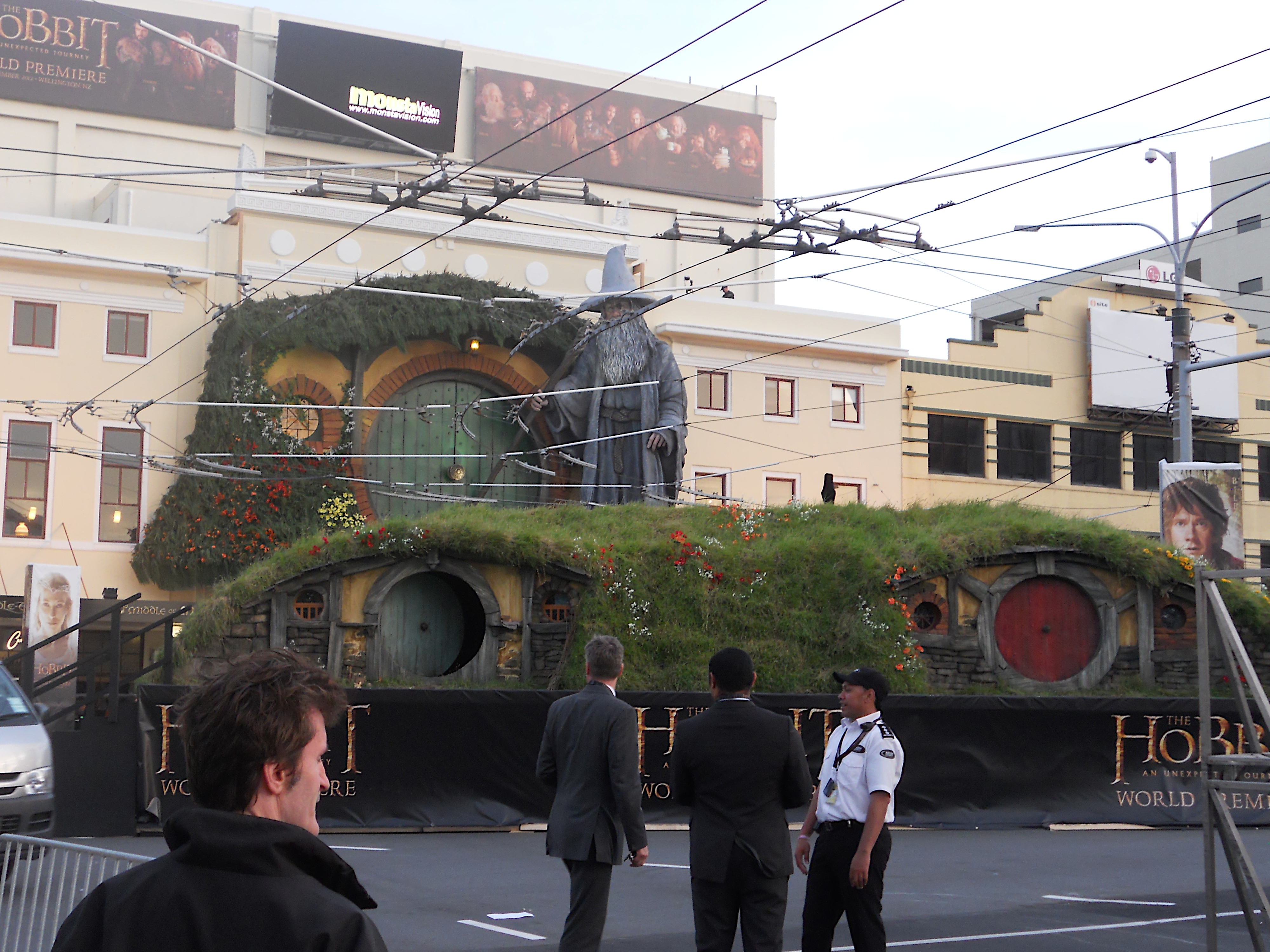
En så kallad "standee" under premiären i Wellington i Nya Zeeland.

Världspremiären för Hobbit: En oväntad resa ägde rum den 28 november 2012 i Wellington, Nya Zeeland,.

### Mottagande
Filmen har fått måttligt positiva recensioner, där många publikationer ställt sig tveksamma till huruvida den matchar Sagan om ringen-trilogins kvaliteter. Filmen har för närvarande 72% på Rotten Tomatoes, baserat på 29 recensioner och ett medelbetyg på 7.0/10.. På Metacritic innehar filmen ett betyg på 62 av 100, vilket tyder på "generellt positiva recensioner", baserat på recensioner av sju kritiker.
I Sverige belönade Aftonbladets Jens Peterson filmen med fyra plus av fem möjliga, och kallade den "en efterlängtad resa och en mäktig bioupplevelse." Angående Peter Jacksons val att spela in filmen i 48 bildrutor per sekund, nämnde Peterson: "Den ger en märklig skärpa. I öppna landskap och Gollums minspel känns det som om ett filter tagits bort."